# Niobate
Un niobate (ou niobiate) est un sel comportant l'oxyanion du niobium(V), dont les formes courantes sont le métaniobate (NbO3−) et l'orthoniobate (NbO43−). Les niobates les plus courants sont le niobate de lithium (LiNbO3) et le niobate de potassium (KNbO3).

## Préparation
Un niobate peut être obtenu par réaction entre le pentoxyde de niobium et l'oxyde, l'hydroxyde ou le carbonate correspondant. Par exemple, la réaction du carbonate de lithium avec le pentoxyde de niobium permet d'obtenir le niobate de lithium :
Li2CO3 + Nb2O5 → 2 LiNbO3 + CO2↑
Le métaniobate de cobalt peut être obtenu en chauffant un mélange de monoxyde de cobalt et de pentoxyde de niobium :
CoO + Nb2O5 → Co(NbO3)2
Les oxydes de lanthanides réagissent avec le pentoxyde de niobium pour former les orthoniobates de lanthanides :
Ln2O3 + Nb2O5 → 2 LnNbO4